# Nurillo
Nurillo é uma Região censo-designada localizada no estado norte-americano do Texas, no Condado de Hidalgo.

## Demografia
Segundo o censo norte-americano de 2000, a sua população era de 5056 habitantes.

## Geografia
De acordo com o United States Census Bureau tem uma área de
18,0 km², dos quais 18,0 km² cobertos por terra e 0,0 km² cobertos por água.

## Localidades na vizinhança
O diagrama seguinte representa as localidades num raio de 8 km ao redor de Nurillo.